# شورای روستا (خیبر پختونخوا)
شورای روستا (به انگلیسی: Village Council) یک نوع از تقسیمات اداری در ایالت خیبر پختونخوای پاکستان است. در این ایالت حدود ۳۰۰۰ شورای روستا وجود دارد.